# Ejército de Tierra de Mauritania
El Ejército de Tierra de Mauritania es el componente terrestre de las Fuerzas Armadas de Mauritania. En marzo de 1985, la Agencia de Inteligencia de la Defensa, informó que el ejército mauritano tenía 8.300 efectivos, sin contar con las fuerzas de reserva, estos datos proceden de un informe de la inteligencia militar estadounidense, sobre la región del Sáhara.

## Armas antitanque
El ejército mauritano dispone de las siguientes armas antitanque: Misiles anticarro filoguiados MILAN, cañones sin retroceso M-40 de 106mm y M-20 de 75mm, y lanzacohetes RPG-7.

## Artillería y morteros
La artillería mauritana consiste en piezas de artillería remolcada y en morteros de 60mm y 120mm.

## Defensa antiaérea
La defensa antiaérea mauritana consiste en misiles tierra-aire (SAM) SA-7 Grail y SA-9 Gaskin, piezas de artillería antiaérea remolcada ZPU-4, ametralladoras pesadas KPV de 14.5mm , cañones automáticos de defensa antiaérea ZSU-23-2 de 23mm, M1939 (61-K) de 37mm y AZP S-60 de 57mm, y cañones antiaéreos KS-19 de 100mm.

## Equipamiento del Ejército de Tierra de Mauritania

### Armas de fuego
| Nombre                   | Imagen   | Origen          | Tipo                                   | Munición             | Fabricante                                                                             |
| Pistolas                 | Pistolas | Pistolas        | Pistolas                               | Pistolas             | Pistolas                                                                               |
| ------------------------ | -------- | --------------- | -------------------------------------- | -------------------- | -------------------------------------------------------------------------------------- |
| MAC Mle 1950             |          | Francia         | Pistola semiautomática                 | 9 × 19 mm Parabellum | Manufacture d'armes de Châtellerault                                                   |
| Tokarev TT-33            |          | Unión Soviética | Pistola semiautomática                 | 7,62 × 25 mm Tokarev | Planta de armas de Tula                                                                |
| Arma de defensa personal |          |                 |                                        |                      |                                                                                        |
| FN P90                   |          | Bélgica         | Arma de defensa personal               | 5,7 × 28 mm          | FN Herstal                                                                             |
| Subfusiles               |          |                 |                                        |                      |                                                                                        |
| MAT-49                   |          | Francia         | Subfusil                               | 9 × 19 mm Parabellum | Manufacture Nationale d'Armes de Tulle                                                 |
| Star Modelo Z-45         |          | España          | Subfusil                               | 9 x 23 mm            | STAR, Bonifacio Echeverría S.A.                                                        |
| Carabinas                |          |                 |                                        |                      |                                                                                        |
| SKS                      |          | Unión Soviética | Carabina                               | 7,62 × 39 mm         | Planta de armas de Tula                                                                |
| Fusiles                  |          |                 |                                        |                      |                                                                                        |
| MAS-36                   |          | Francia         | Fusil de cerrojo                       | 7,5 × 54 mm Francés  | Manufacture d'Armes de Saint-Etienne                                                   |
| MAS-49                   |          | Francia         | Fusil semiautomático                   | 7,5 × 54 mm Francés  | Manufacture d'Armes de Saint-Etienne                                                   |
| FR F1                    |          | Francia         | Fusil de francotiradorFusil de cerrojo | 7,5 × 54 mm Francés  | Manufacture d'Armes de Saint-Etienne                                                   |
| AKM                      |          | Unión Soviética | Fusil de asalto                        | 7,62 × 39 mm         | Corporación Kalashnikov                                                                |
| Heckler & Koch G3        |          | Alemania        | Fusil de combate                       | 7,62 × 51 mm OTAN    | Heckler & Koch                                                                         |
| Ametralladoras           |          |                 |                                        |                      |                                                                                        |
| AAT-52                   |          | Francia         | Ametralladora de propósito general     | 7,5 × 54 mm Francés  | Manufacture d'Armes de Saint-Etienne                                                   |
| Ametralladora PK         |          | Unión Soviética | Ametralladora de propósito general     | 7,62 × 54 mm R       | Planta Degtiariov                                                                      |
| Browning M1919           |          | Estados Unidos  | Ametralladora media                    | .30-06 Springfield   | Buffalo Arms CorporationColt's Manufacturing Company General MotorsRock Island Arsenal |
| Browning M2              |          | Estados Unidos  | Ametralladora pesada                   | 12,7 × 99 mm OTAN    | FN HerstalGeneral DynamicsUS OrdnanceOhio Ordnance                                     |
| Ametralladora pesada KPV |          | Unión Soviética | Ametralladora pesada                   | 14,5 × 114 mm        | Planta Degtiariov                                                                      |

### Camuflaje
| Nombre                    | Imagen            | Origen            | Tipo              |
| Camuflaje militar         | Camuflaje militar | Camuflaje militar | Camuflaje militar |
| ------------------------- | ----------------- | ----------------- | ----------------- |
| TAZ 83                    |                   | Suiza             | Bosque            |
| Camouflage Central-Europe |                   | Francia           | Desierto          |

### Granadas propulsadas por cohete
| Nombre                        | Imagen                        | Origen                        | Calibre                       | Fabricante                    |
| Granada propulsada por cohete | Granada propulsada por cohete | Granada propulsada por cohete | Granada propulsada por cohete | Granada propulsada por cohete |
| ----------------------------- | ----------------------------- | ----------------------------- | ----------------------------- | ----------------------------- |
| RPG-7                         |                               | Unión Soviética               | 40 mm                         | Bazalt                        |

### Carros de combate
| Nombre            | Imagen            | Origen            | Tipo                       | Armamento principal                             | Armamento secundario                                                                             | Fabricante                                    |
| Carros de combate | Carros de combate | Carros de combate | Carros de combate          | Carros de combate                               | Carros de combate                                                                                | Carros de combate                             |
| ----------------- | ----------------- | ----------------- | -------------------------- | ----------------------------------------------- | ------------------------------------------------------------------------------------------------ | --------------------------------------------- |
| T-54/T-55         |                   | Unión Soviética   | Carro de combate principal | 1 Cañón antitanque D-10T (M1944 BS-4) de 100 mm | 1 ametralladora antiaérea DShK de 12.7 mm1 ametralladora coaxial Goriunov SG-43 / SGM de 7.62 mm | UralvagonzavodPlanta de Locomotoras de Járkov |

### Automóviles blindados
| Nombre                | Imagen                | Origen                | Tipo                                                                           | Armamento principal                   | Armamento secundario                       | Fabricante            |
| Automóviles blindados | Automóviles blindados | Automóviles blindados | Automóviles blindados                                                          | Automóviles blindados                 | Automóviles blindados                      | Automóviles blindados |
| --------------------- | --------------------- | --------------------- | ------------------------------------------------------------------------------ | ------------------------------------- | ------------------------------------------ | --------------------- |
| Panhard AML           |                       | Francia               | Automóvil blindado                                                             | 1 cañón GIAT/Nexter de 90 mm          | 2 ametralladoras AAT-52 de 7.5 × 54 mm     | Panhard               |
| Alvis Saladin         |                       | Reino Unido           | Automóvil blindado                                                             | 1 cañón de 76 mm                      | 2 ametralladoras Browning M1919 de 7.62 mm | Alvis                 |
| BRDM-2                |                       | Unión Soviética       | Automóvil blindadoVehículo de reconocimiento blindadoVehículo blindado anfibio | 1 ametralladora pesada KPV de 14.5 mm | 1 ametralladora PK de 7.62 mm              | GAZ                   |

### Transportes blindados de personal
| Nombre                            | Fotografía                        | Origen                            | Tipo                                                     | Armamento                                 | Fabricante                        |
| Transportes blindados de personal | Transportes blindados de personal | Transportes blindados de personal | Transportes blindados de personal                        | Transportes blindados de personal         | Transportes blindados de personal |
| --------------------------------- | --------------------------------- | --------------------------------- | -------------------------------------------------------- | ----------------------------------------- | --------------------------------- |
| Alvis Saracen                     |                                   | Reino Unido                       | Transporte blindado de personal                          | 1 ametralladora Browning M1919 de 7.62 mm | Alvis                             |
| Panhard M3                        |                                   | Francia                           | Transporte blindado de personalVehículo blindado anfibio | 1 ametralladora AAT-52 de 7.5 × 54 mm     | Panhard                           |

### Artillería
| Nombre     | Imagen     | Origen          | Tipo             | Calibre    | Fabricante                                     |
| Artillería | Artillería | Artillería      | Artillería       | Artillería | Artillería                                     |
| ---------- | ---------- | --------------- | ---------------- | ---------- | ---------------------------------------------- |
| D-74       |            | Unión Soviética | Cañón de campaña | 122mm      | Planta de Artillería Número 9 de Ekaterimburgo |
| D-30       |            | Unión Soviética | Obús remolcado   | 122mm      | Planta de Artillería Número 9 de Ekaterimburgo |
| M101A1     |            | Estados Unidos  | Obús remolcado   | 105mm      | Rock Island Arsenal                            |

### Morteros
| Nombre                   | Imagen   | Origen         | Tipo     | Calibre  | Fabricante   |
| Morteros                 | Morteros | Morteros       | Morteros | Morteros | Morteros     |
| ------------------------ | -------- | -------------- | -------- | -------- | ------------ |
| Mortero Brandt modelo F1 |          | Francia        | Mortero  | 120mm    | Thales Group |
| Mortero M2 de 60mm       |          | Estados Unidos | Mortero  | 60mm     |              |

### Misiles antitanque
| Nombre             | Imagen             | Origen             | Sistema de guía              | Carga explosiva     | Fabricante         |
| Misiles antitanque | Misiles antitanque | Misiles antitanque | Misiles antitanque           | Misiles antitanque  | Misiles antitanque |
| ------------------ | ------------------ | ------------------ | ---------------------------- | ------------------- | ------------------ |
| MILAN              |                    | Francia            | Misil guiado por cableSACLOS | HEATCarga en tándem | MBDA               |

### Cañones sin retroceso
| Nombre                  | Imagen                | Origen                | Calibre               | Fabricante                              |
| Cañones sin retroceso   | Cañones sin retroceso | Cañones sin retroceso | Cañones sin retroceso | Cañones sin retroceso                   |
| ----------------------- | --------------------- | --------------------- | --------------------- | --------------------------------------- |
| Cañón sin retroceso M40 |                       | Estados Unidos        | 105 mm                | Watervliet Arsenal                      |
| Cañón sin retroceso M20 |                       | Estados Unidos        | 75 mm                 | Ordnance Department Small Arms Division |

### SAM
| Nombre             | Fotografía | País de origen  | Tipo de armamento                                                                                           | Sistema de guía del misil | Fabricante del vehículo | Diseñador del misil                         |
| SAM                | SAM        | SAM             | SAM | SAM                       | SAM | SAM                                         |
| ------------------ | ---------- | --------------- | --- | ------------------------- | --- | ------------------------------------------- |
| 9K311/9M311 Strela |            | Unión Soviética | Sistema antiaéreo que consta de un vehículo anfíbio BRDM-2 y un montaje de cuatro misiles tierra-aire 9M31. | Búsqueda por infrarrojos  | GAZ (fabricación del vehículo lanzador).Planta de construcción de maquinaria de Arzamas (fabricación del vehículo lanzador). | KB Tochmash (diseño del misil tierra-aire). |

### MANPADS
| Nombre        | Imagen  | Origen          | Tipo    | Sistema de guía          | Fabricante |
| MANPADS       | MANPADS | MANPADS         | MANPADS | MANPADS                  | MANPADS    |
| ------------- | ------- | --------------- | ------- | ------------------------ | ---------- |
| 9K32 Strela-2 |         | Unión Soviética | MANPADS | Búsqueda por infrarrojos | KBM        |

### Artillería antiaérea
| Nombre               | Imagen               | Origen               | Tipo                                                            | Calibre              | Fabricante                                      |
| Artillería antiaérea | Artillería antiaérea | Artillería antiaérea | Artillería antiaérea                                            | Artillería antiaérea | Artillería antiaérea                            |
| -------------------- | -------------------- | -------------------- | --------------------------------------------------------------- | -------------------- | ----------------------------------------------- |
| KS-19                |                      | Unión Soviética      | Artillería antiaérea                                            | 100mm                |                                                 |
| AZP S-60             |                      | Unión Soviética      | Artillería antiaéreaCañón automático                            | 57mm                 | TsAKB                                           |
| M1939 (61-K)         |                      | Unión Soviética      | Artillería antiaéreaCañón automático                            | 37mm                 | Planta de construcción de maquinaria de Kalinin |
| ZSU-23-2             |                      | Unión Soviética      | Artillería antiaéreaCañón automático                            | 23mm                 | KBP Instrument Design Bureau                    |
| ZPU-4                |                      | Unión Soviética      | Sistema antiaéreo formado por cuatro ametralladoras pesadas KPV | 14.5 × 114 mm        | Planta Degtiariov                               |

## Operaciones militares
El ejército mauritano ha participado en la Operación Libertad Duradera-Trans Sahara. La participación antiterrorista anterior de los Estados Unidos, incluyó la capacitación de las tropas mauritanas en el marco de la Iniciativa Pan Sahel, un equipo de formación del décimo grupo de fuerzas especiales, llevó a cabo un programa de formación de vigilancia de fronteras de una semana de duración, en enero de 2004.

## Organización
El ejército mauritano tiene 15.000 efectivos, según el IISS, repartidos en seis regiones militares, dos batallones de caballería de camellos, un batallón de carros de combate T-55, un escuadrón de reconocimiento blindado, ocho batallones de infantería de guarnición, siete batallones de infantería mecanizada y un batallón de comandos paracaidistas, 3 batallones de artillería, 4 baterías de defensa antiaérea, una compañía de ingenieros y un batallón de guardias. 

## Regiones militares
El ejército mauritano está organizado en seis regiones militares, cada una de las cuales supervisa a varias compañías, aunque hay un batallón de infantería autónomo estacionado en Nuakchot. La 1ª región militar está en Nuadibú, la 2ª región militar está en Zuérate, La 3ª región militar está en Atar, la 4ª región militar se encuentra en Tiyikya, el cuartel general de la 5ª región militar se encuentra en Néma, la 6ª región militar está en la capital, Nuakchot, y la 7ª región militar está en Aleg.

## Vehículos blindados de combate
El ejército mauritano dispone de los siguientes vehículos blindados de combate y reconocimiento militar: Carros de combate principales T-55, vehículos de reconocimiento blindado Alvis Saladin y Panhard AML, así como vehículos blindados de combate equipados con ruedas Panhard M3 y Alvis Saracen.

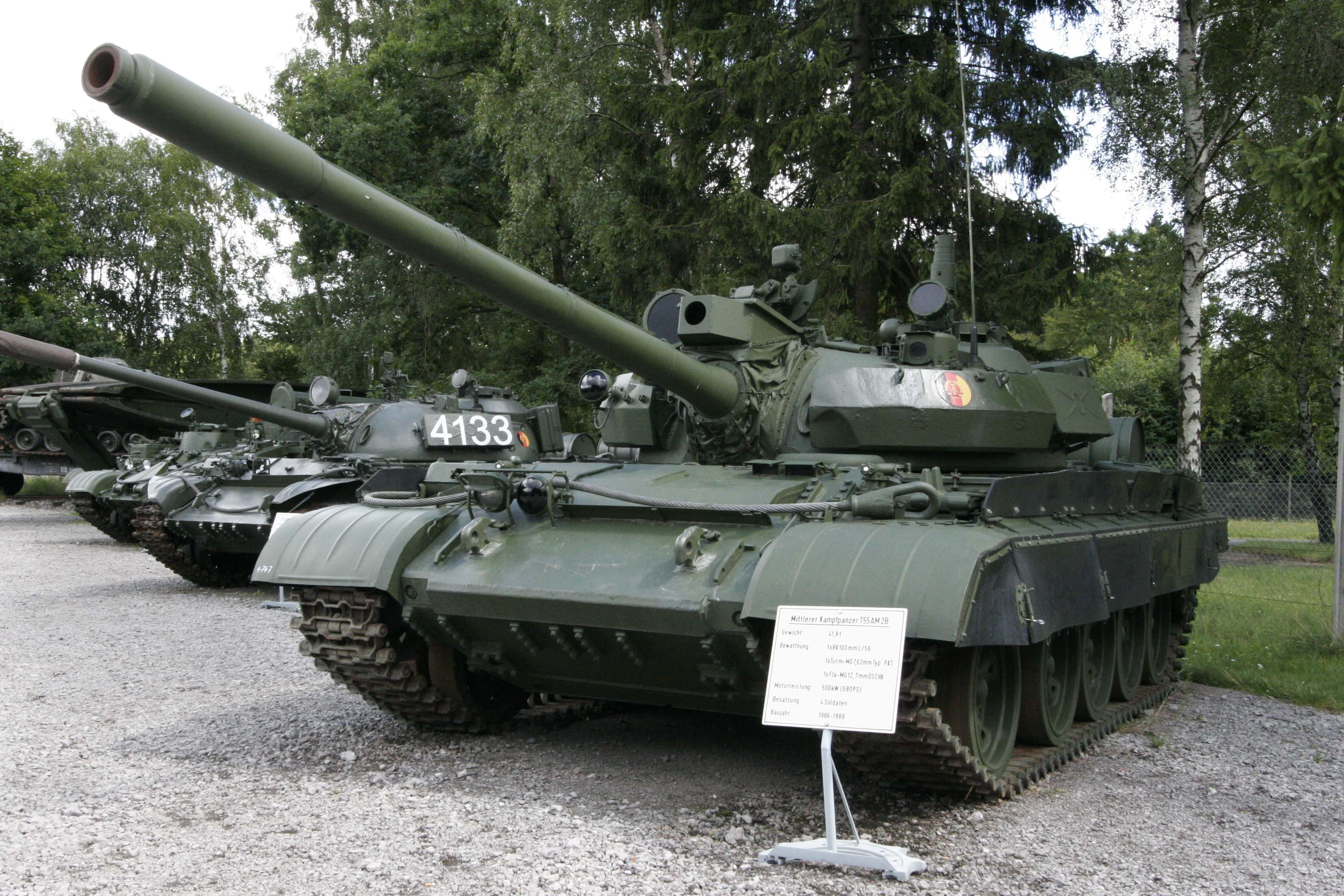
Carro de combate T-55, en el museo de los blindados de Münster, en Alemania.

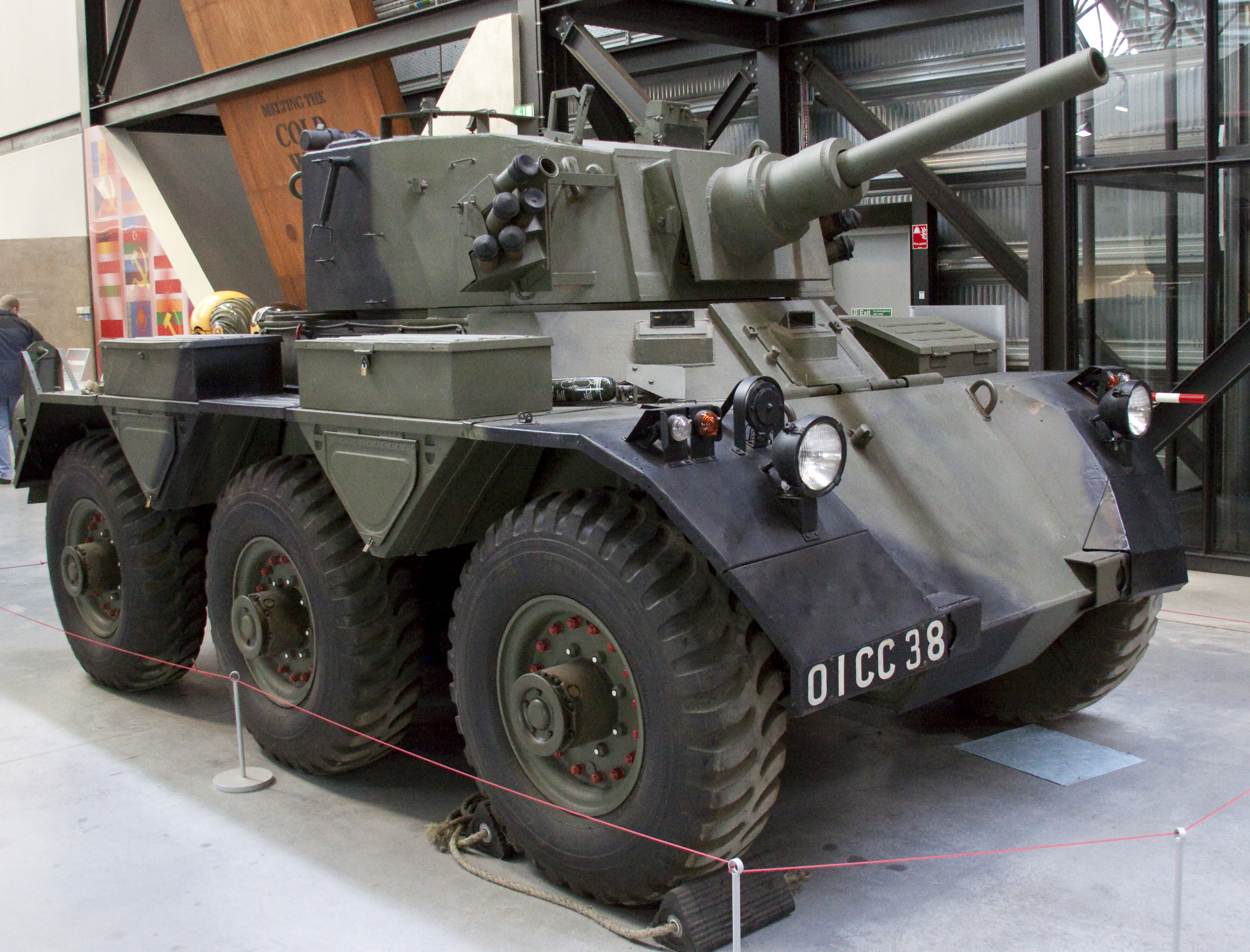
Vehículo Alvis Saladin, en el museo de la Real Fuerza Aérea Británica de Cosford, Reino Unido.

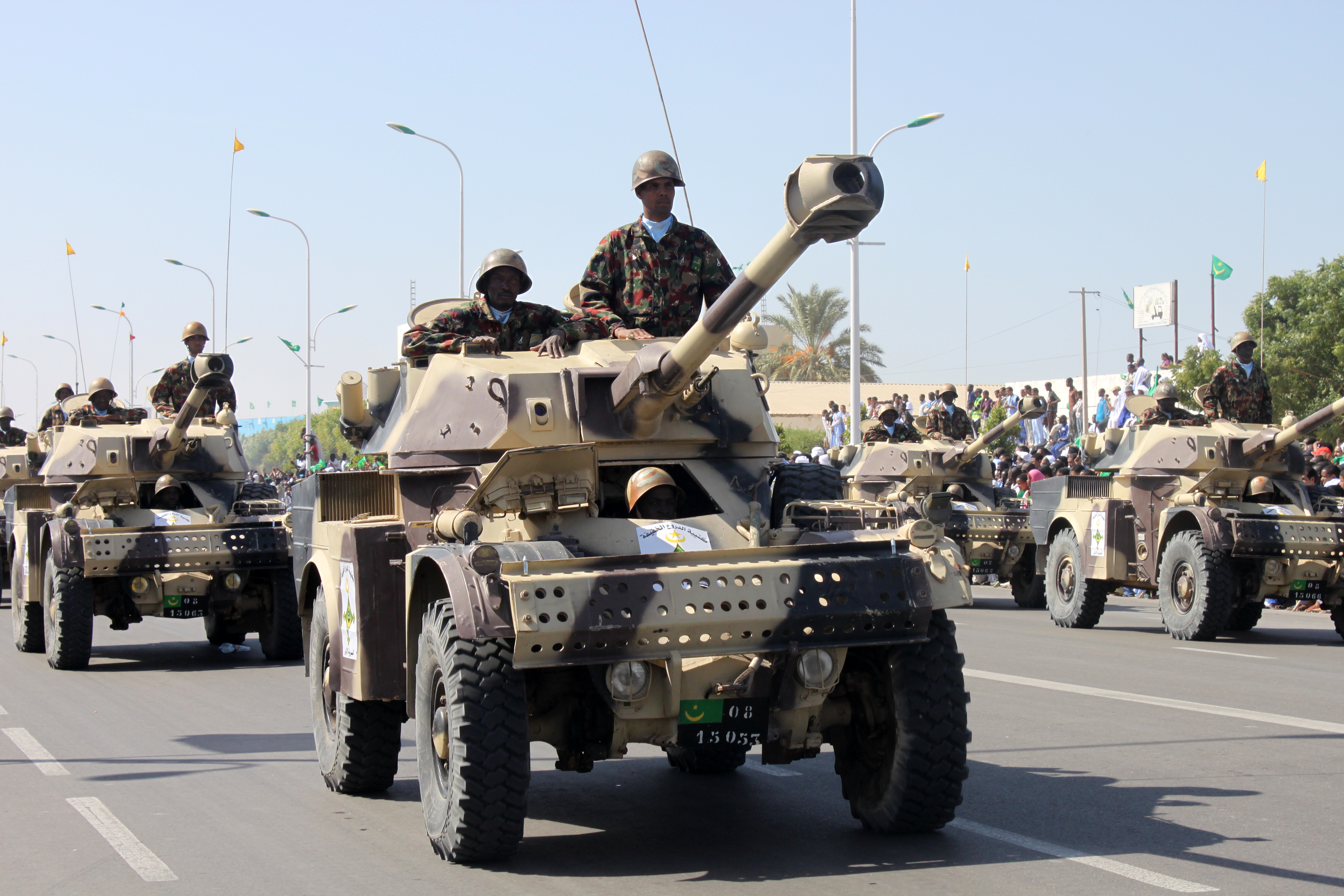
Vehículo Panhard AML del Ejército de tierra mauritano, en un desfile militar.

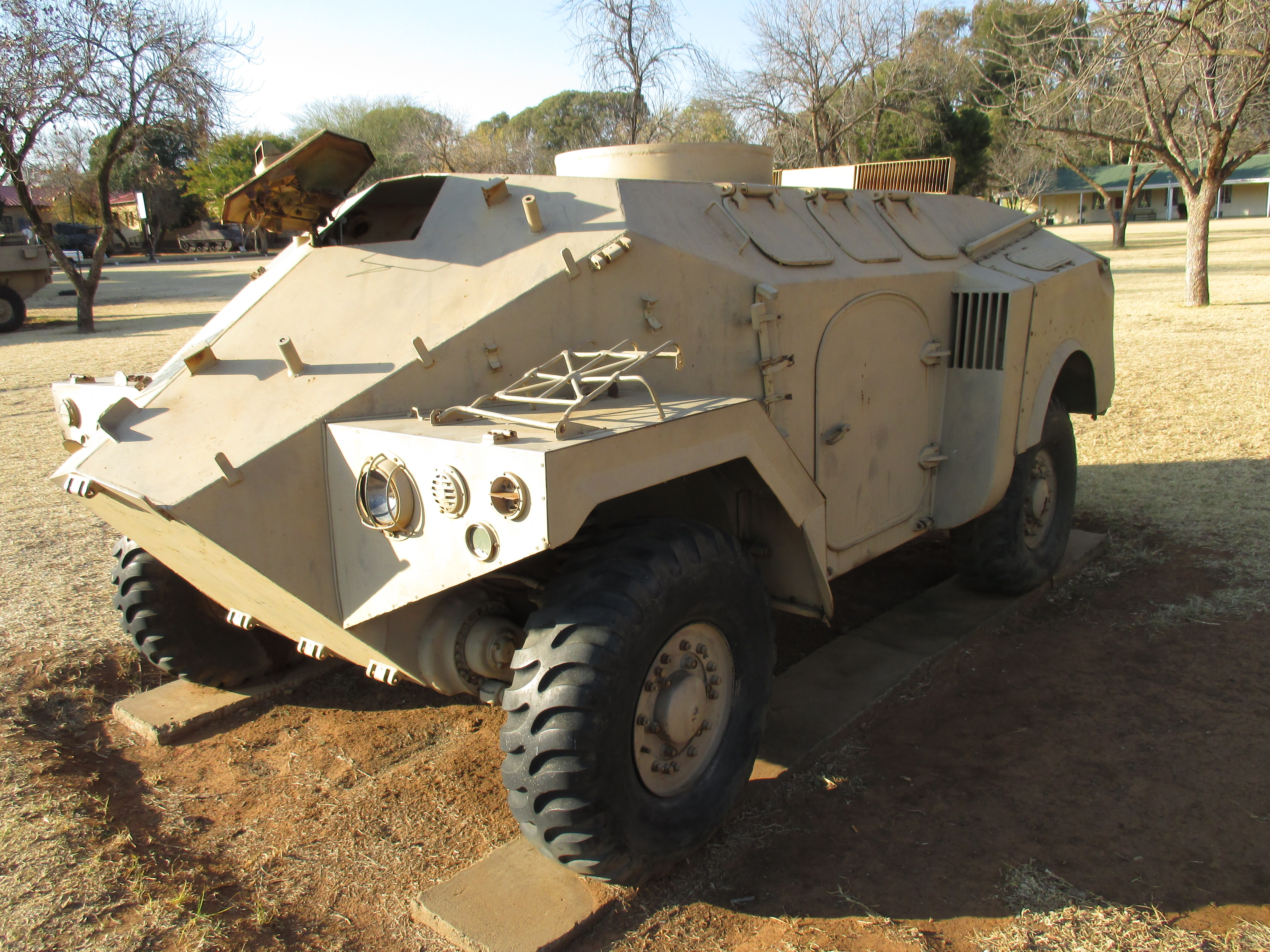
Panhard M3.